# Emil Schennich
Emil Anton Schennich (* 29. November 1884 in Rattenberg; † 12. April 1928 in Innsbruck) war ein österreichischer Musikdirektor und Komponist.

## Leben
Der Sohn eines Anwalts und einer Altistin besuchte die Volksschule in Reutte, wo er vom Schullehrer Lutz den ersten Klavierunterricht erhielt. Anschließend absolvierte er das Gymnasium in Innsbruck und studierte an der Schule des Musikvereins bei Josef Pembaur dem Älteren Klavier, Orgel und Musiktheorie. Ab 1903 studierte er am Konservatorium Leipzig Klavier bei Josef Pembaur dem Jüngeren, Robert Teichmüller und in der Meisterklasse von Alfred Reisenauer sowie Dirigieren bei Arthur Nikisch. Daneben studierte er an der Universität Leipzig Philosophie. Nach einem privaten Studienjahr in München unterrichtete er ab 1908 Klavier am Konservatorium in Königsberg und leitete das Konservatoriumsorchester und den Königsberger Sängerverein. Mit seiner späteren Frau, der Geigerin Hedwig Braun, gründete er ein erfolgreiches Kammermusikensemble. Von 1916 bis 1918 war er Leiter des Konservatoriums in Barmen-Elberfeld und gab Konzerte als Pianist und Dirigent im Rheinland und in Westfalen. 
1918 wurde er als Nachfolger von Josef Pembaur d. Ä. Direktor des Innsbrucker Musikvereins und Leiter der Musikschule, in der er Klavier, Dirigieren und Musiktheorie unterrichtete. In den von ihm geleiteten Chor- und Symphoniekonzerten des Städtischen Orchesters nahm neben klassischen und romantischen Werken die zeitgenössische „Tiroler Moderne“ (Josef Pembaur, Ludwig Thuille, Karl Senn) einen wichtigen Platz ein. Schennich lud international renommierte Orchester und Solisten zu Gastspielen nach Innsbruck ein, förderte aber auch Auftritte heimischer Künstler. Durch Vorträge und journalistische Beiträge über Musik versuchte er, das Kunstverständnis des Publikums zu fördern. In Innsbrucker Intellektuellenkreisen wie der Brenner-Runde oder bei Bruder Willram tauschte er sich mit anderen Künstlern aus.

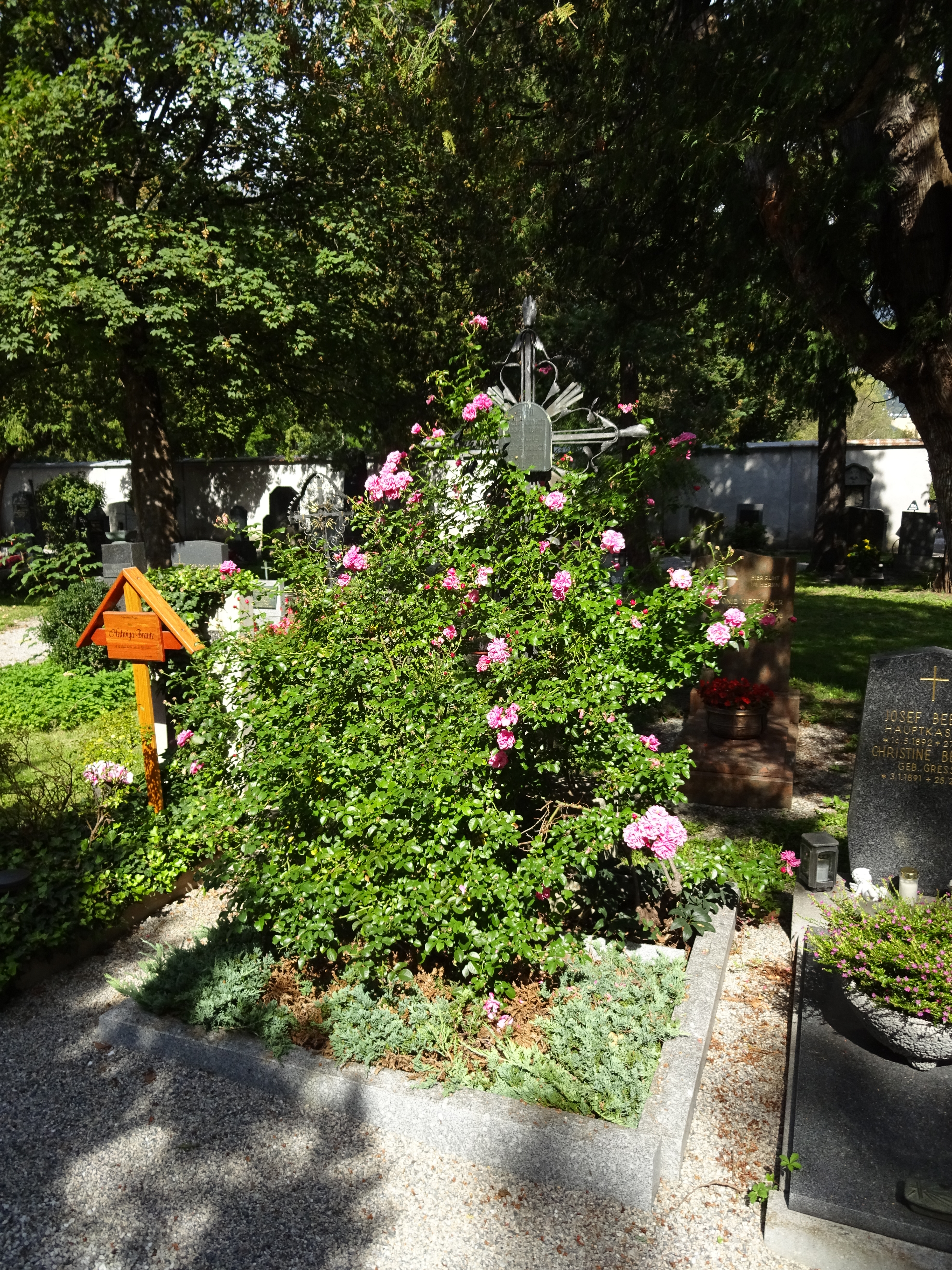
Grab am Westfriedhof

Emil Schennich ist in einem städtischen Ehrengrab am evangelischen Teil des Innsbrucker Westfriedhofs bestattet. 1962 wurde die (nicht mehr existierende) Schennichgasse im Innsbrucker Stadtteil Höttinger Au nach ihm benannt.

## Werke
- Klaviersonaten, op. 10 und 11, 1913
- Auferstehungs-Sinfonie
- Bergpredigt für Chor und Orchester
- Kammermusik für Streicher
- Klavier- und Orgelstücke
- Serenade für Orchester
- rund 60 Lieder nach Texten von Christian Morgenstern, Rainer Maria Rilke und Hermann Hesse